# Kathona Judit
Kathona Judit, Ináncsi Imréné (Komárom, 1943. április 24. – 2019. június 20.) válogatott magyar kosárlabdázó. Lányai Ináncsi Vera és Ináncsi Rita atléták.

## Pályafutása
1958 és 1975 között a VTSK és a BSE kosárlabdázója volt. A BSE-vel három bajnoki címet és egy kupagyőzelmet szerzett. 1963 és 1975 között összesen kilencszer volt a bajnokság legeredményesebb játékosa.
1966 és 1972 között 106 alkalommal szerepelt a válogatottban. Tagja volt az 1965-ös budapesti universiadén bronzérmes együttesnek. Négy Európa-bajnokság vett részt (1966, 1968, 1970, 1972). Az 1972-es várnai Eb-n hatodik helyezést ért el a válogatottal.

## Sikerei, díjai
Magyarország
- Universiade
  - aranyérmes: 1965

 BSE
- Magyar bajnokság
  - bajnok (3): 1967, 1973, 1974
  - 2. (3): 1968, 1969, 1972
  - 3. (3): 1962, 1971, 1975
- Magyar kupa
  - győztes: 1974